# مختوم‌قلی فراغی
مختوم‌قلی فراغی (به ترکمنی: مختوم‌قلی فراغی، Magtymguly Pyragy) (۱۱۰۲ – ۱۱۶۹ یا ۱۱۷۶ خورشیدی) شاعر ترکمن زاده ایران است که از بزرگ‌ترین شاعران زبان ترکمنی و یکی از مهم‌ترین شخصیت‌های مردم ترکمن به‌شمار می‌آید. وی در اشعار خود بیشتر به مسایل اجتماعی و سیاسی می‌پرداخت. مراسم بزرگداشت زادروز این شاعر در استان گلستان هر سال در ایران برگزار میشود.

## زندگی شخصی
مختوم‌قلی در سال ۱۱۰۲ هجری خورشیدی در روستای آجی‌قوشان کشور ایران در شمال‌شرق گنبد کاووس به دنیا آمد. واژهٔ مخدوم به معنی «خدمت‌کرده‌شده»، فرد دارای خدمتکار، و سرور است و قلی به معنای غلام؛ و مخدوم‌قلی به معنای «غلام سرور».
برپایهٔ برخی منابع محل تولد وی در منطقه‌ای به نام گینگ‌جای نزدیک مراوه‌تپه بوده‌است. پدرش دولت محمد آزادی از شاعران سرشناس قرن دوازدهم ترکمن و گوگلان و مادرش ارازگل از طایفهٔ گوکلان، تیرهٔ گرکز بودند.
تحصیلات ابتدایی و زبان‌های فارسی و عربی را نزد پدر خود آموخت، سپس برای تحصیل به مدرسهٔ شیرغازی در خیوه رفت و پس از آن سفرهای دیگری نیز داشت؛ از جمله به بخارا و افغانستان و هندوستان.
او در جوانی عاشق دخترخالهٔ خود منگلی شده بود که نتوانست به او برسد، پس از کشته شدن برادر بزرگ‌تر خود عبدالله در افغانستان که به درخواست احمد شاه درانی (جانشین نادرشاه افشار در نیمه شرقی ایران و  افغانستان کنونی) به آن‌جا رفته بود با بیوهٔ برادر خود به نام آق‌قیز ازدواج کرد و از او دو فرزند به نام‌های بابک و ابراهیم داشت که هر دو در کودکی از دنیا رفتند.
بر پایهٔ برخی منابع مخدومقلی در سال ۱۱۶۹ ه‍.ش در کنار چشمهٔ اباساری در دامنهٔ کوه سونگی داغ درگذشت. او را در کنار روستای آق‌توقای در ۴۰ کیلومتری غرب مراوه‌تپه (شمال‌شرق استان گلستان) و در جوار آرامگاه پدرش به خاک سپردند.

## شعر
مخدوم‌قلی در شعر خود مسائل اجتماعی و سیاسی را مورد توجه قرار داده و به اتحاد ترکمنها و تقبیح جنگ‌های آن دوران به خصوص حملهٔ نادرشاه افشار می‌پردازد. او در مورد حمله نادر به ترکمنها با وجود کمک‌های قبلی ترکمن‌ها در اوایل حکومت او شعری گفته که در آن نادر را فتاح و محکوم به فنا می‌نامد و از عواقب کشتار آگاه می‌کند:
| بوگون شاه سن ارتیر گدای بولارسن |  | ایلدن گوندن جدا بولارسن        |
| قازانارسن چوخ گناه نی سن فتاح   |  | بیرگون جانین چیقیپ فدا بولارسن |

| امروز شاهی، فردا گدایی |  | از ایل و زمان جدایی     |
| خیلی گناهکاری ای فتاح  |  | عاقبت روزی کشته و فدایی |

پیش‌بینی او بزودی با ترور نادرشاه توسط یکی از اقوام خود به واقعیت پیوست.
او هم‌چنین مسائل اجتماعی هم‌چون چندهمسری، سوادآموزی و نقش زنان در جامعه، فقر و اختلاف طبقاتی و معضل مواد مخدر را مورد توجه قرار می‌دهد. او به دلیل اعتراض به ریاکاری دینی عالمان دورو و کنایاتش به روحانیان و صوفیان مورد تحریم قرار گرفته و محاکمه شده و به‌طور کلی مورد غضب اغلب خان‌ها و قدرتمندان زمان خود بود.

## آرامگاه

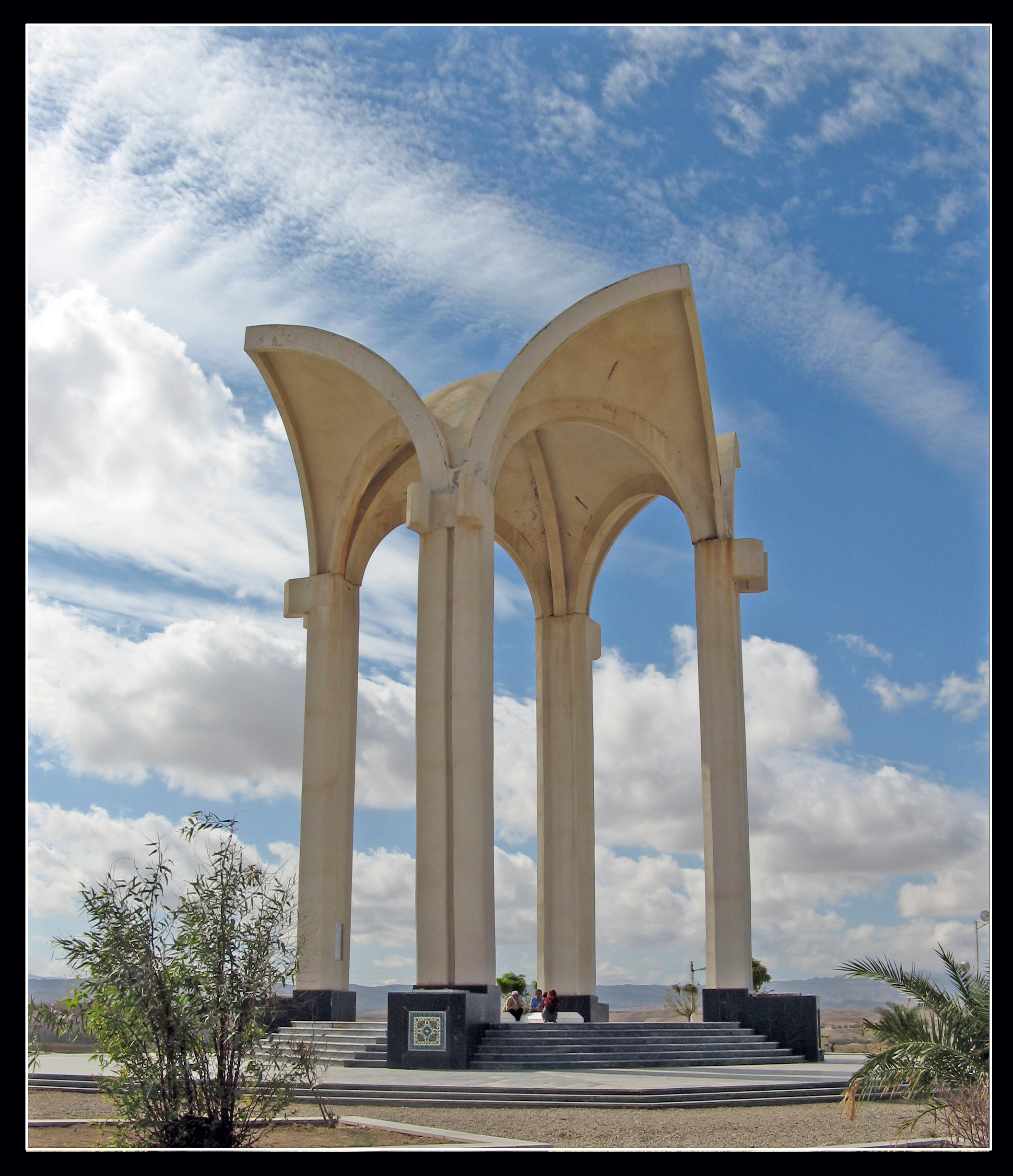
آرامگاه مخدوم‌قلی فراقی

در دهه ۱۳۷۰ آرامگاهی برای مختوم‌قلی فراغی ساخته شد. ساخت این آرامگاه در سال ۱۳۷۸ پایان یافت و در ۲۸ اردیبهشت هم‌زمان با سال‌گرد تولد او با حضور و سخنرانی صفر مراد نیازوف رئیس‌جمهور وقت ترکمنستان و عطاالله مهاجرانی وزیر وقت فرهنگ و ارشاد ایران افتتاح شد.
در زادروز فراغی همواره جمعیت زیادی از مردم منطقه و مقامات دولت ایران و ترکمنستان برای برگزاری مراسم به این آرامگاه می‌آیند.

## اهمیت
بیشتر اشعار او در جنگ‌های آن دوران (جنگ‌های ترکمن‌ها با حکومت قاجار ایران، خان‌نشین خیوه و خان‌نشین بخارا و نیز جنگ‌های بین قبایل ترکمن) نابود شده، اشعار باقی‌مانده او در دههٔ ۱۸۷۰ توسط آرمینیوس وامبری، جهانگرد و خاورشناس مجار گردآوری شده و در کتابخانه بریتانیا نگهداری می‌شود. سه دهه پیش از وامبری هم مختومقلی توسط دو پژوهشگر لهستانی به نام‌های بوریهو و آلکساندر شودزکو به دنیا معرفی شده‌بود.